# 山梨県道620号天女山公園線
山梨県道620号天女山公園線（やまなしけんどう620ごう てんにょさんこうえんせん）は山梨県北杜市大泉町の天女山入口交差点から天女山まで至る一般県道である。

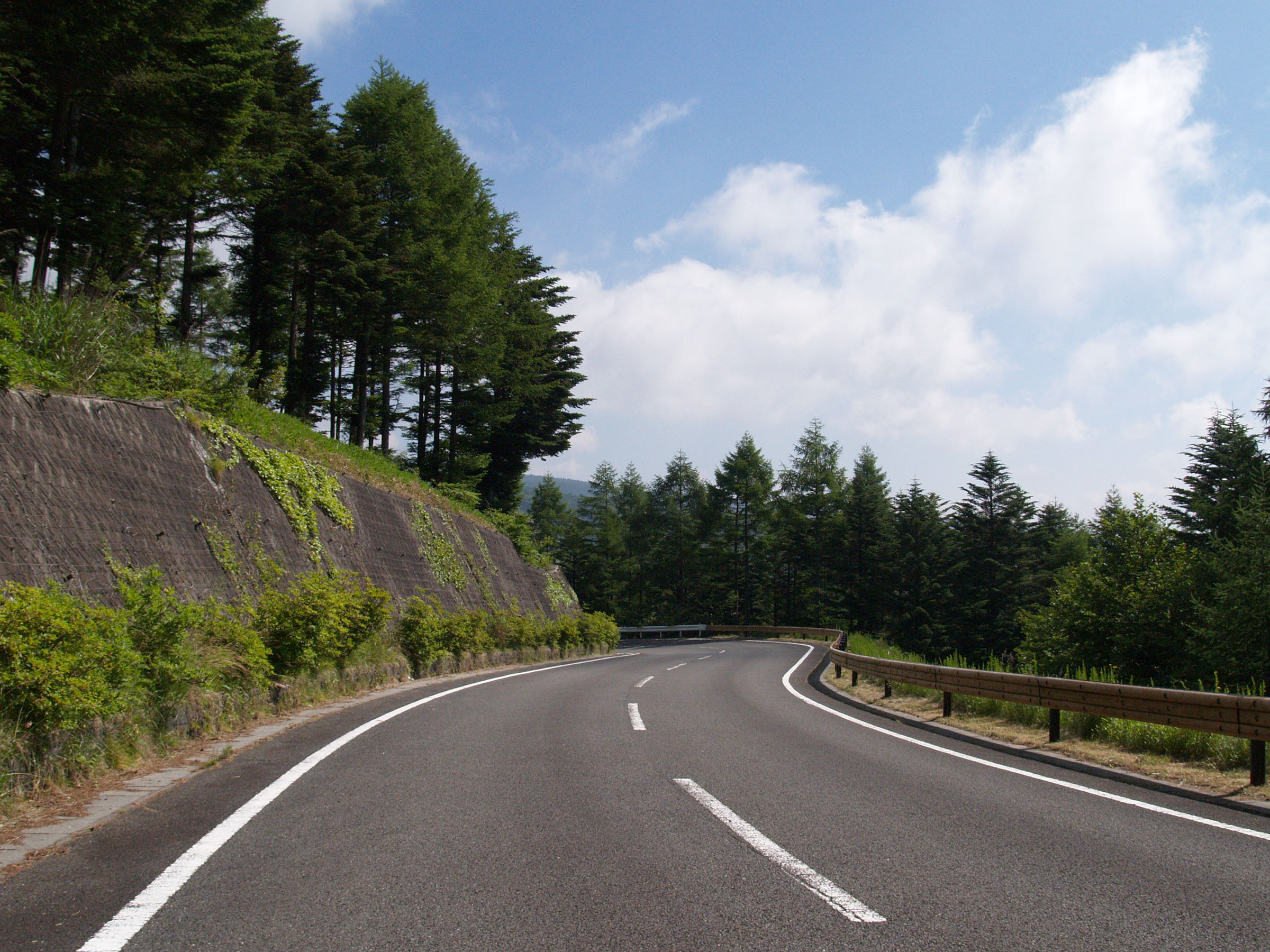
天女山付近（2011年7月）

## 概要
天女山へ上るための山道である。冬季は閉鎖される。
天女山は八ヶ岳横断歩道の道筋に位置し、ハイキングやトレッキングに利用される観光地である。

### 路線データ
- 起点：山梨県北杜市大泉町西井出（天女山入口交差点＝山梨県道11号北杜富士見線交点、山梨県道28号北杜八ヶ岳公園線終点）
- 終点：山梨県北杜市大泉町西井出（天女山）
- 延長：約1.5km

## 通過する自治体
- 山梨県北杜市

## 交差・接続する道路
- 山梨県道11号北杜富士見線（北杜市大泉町・天女山入口交差点）

## 周辺
- 天女台別荘地
- 八ヶ岳花の公園
- まきば公園
- 川俣川渓谷
- 山梨県営八ヶ岳牧場
- 天女山
- 天の河原